# Reflection (canção de Bobbie Singer)
"Reflection" foi a canção que representou a Áustria no Festival Eurovisão da Canção 1999 que se disputou em 29 de maio de 1999, em Jerusalém.
A referida canção foi interpretada em inglês por  Bobbie Singer. Foi a décima-oitava canção a ser interpretada na noite do festival, a seguir à canção da Irlanda "When You Need Me", interpretada pela banda The Mullans e antes da canção de Israel "Yom Huledet (Happy Birthday)", cantada pela banda Eden. Terminou a competição em 10.º lugar (entre 23 participantes), tendo recebido um total de 65 pontos. No ano seguinte, a Áustria foi representada pela banda The Rounder Girls que interpretou o tema "All To You".

## Autores
- Letrista: Dave Moskin
- Compositor: Dave Moskin

## Letra
A canção é uma canção de amor, na qual Singer descreve o poder da "reflexão em seus olhos".

## Outras versões
- versão alternativa (inglês) [3:13]
- versão estendida (inglês) [3:13]